# 希奧奇 (加利福尼亞州)
希烏奇（英語：Hiouchi）是位於美國加利福尼亞州德爾諾特縣的一個人口普查指定地區。

## 地理
希烏奇的座標為41°47′33″N 124°04′19″W / 41.79250°N 124.07194°W，而該地最高點為海拔高度52米（即171英尺）。

## 人口
根據2010年美國人口普查的數據，希烏奇的面積為1.502平方千米，當中陸地面積為1.502平方千米，而水域面積為0.172平方千米。當地共有人口301人，而人口密度為每平方千米200人。